# Соломонові Острови на літніх Олімпійських іграх 2016
Соломонові Острови на літніх Олімпійських ігор 2016 були представлені 3 спортсменами у 2 видах спорту. Жодної медалі олімпійці Соломонових Островів не завоювали.

## Спортсмени
| Дисципліна     | Чоловіки | Жінки | Разом |
| -------------- | -------- | ----- | ----- |
| Легка атлетика | 1        | 1     | 2     |
| Важка атлетика | 0        | 1     | 1     |
| Разом          | 1        | 2     | 3     |

## Легка атлетика
Легенда
- Note – для трекових дисциплін місце вказане лише для забігу, в якому взяв участь спортсмен
- Q = пройшов у наступне коло напряму
- q = пройшов у наступне коло за добором (для трекових дисциплін - найшвидші часи серед тих, хто не пройшов напряму; для технічних дисциплін - увійшов до визначеної кількості фіналістів за місцем якщо напряму пройшло менше спортсменів, ніж визначена кількість)
- NR = Національний рекорд
- N/A = Коло відсутнє у цій дисципліні
- Bye = спортсменові не потрібно змагатися у цьому колі

Трекові і шосейні дисципліни
| Спортсмен      | Дисципліна                    | Попередній забіг | Попередній забіг | Фінал            | Фінал            |
| Спортсмен      | Дисципліна                    | Час              | Місце            | Час              | Місце            |
| -------------- | ----------------------------- | ---------------- | ---------------- | ---------------- | ---------------- |
| Росефело Сіосі | біг на 5000 метрів (чоловіки) | 15:47.76         | 25               | Завершив виступ  | Завершив виступ  |
| Шерон Фірісуа  | біг на 5000 метрів (жінки)    | 18:01.62         | 15               | Завершила виступ | Завершила виступ |

## Важка атлетика
| Спортсмен        | Категорія        | Ривок     | Ривок | Поштовх   | Поштовх | Загалом | Місце |
| Спортсмен        | Категорія        | Результат | Місце | Результат | Місце   | Загалом | Місце |
| ---------------- | ---------------- | --------- | ----- | --------- | ------- | ------- | ----- |
| Дженлі Тегу Віні | до 58 кг (жінки) | 84        | 14    | 104       | 13      | 188     | 15    |